# Şehzade Mehmed Seyfeddin
Şehzade Mehmed Seyfeddin Efendi (turco ottomano: شهزاده محمد سیف الدین; Istanbul, 22 settembre 1874 – Nizza, 19 ottobre 1927) è stato un principe ottomano, figlio del sultano Abdülaziz e della consorte Gevheri Kadin.

## Origini
Şehzade Mehmed Seyfeddin nacque il 22 settembre 1874 a Istanbul, nel Palazzo di Çırağan. Era figlio del sultano ottomano Abdülaziz e della consorte Gevheri Kadin. Aveva una sorella maggiore, Esma Sultan. 
Rimase orfano di padre a due anni, quando Abdülaziz fu deposto nel 1876 e morì pochi giorni dopo, il 4 giugno.
Dopodiché, visse con la madre e la sorella in casa del suo fratellastro maggiore, Şehzade Yusuf Izzeddin.
Venne educato al Padiglione Ihlamur, insieme alla sorella Esma Sultan, al fratellastro Şehzade Mehmed Şevket, e a Şehzade Mehmed Selim e Zekiye Sultan, figli di suo cugino Abdülhamid II. Oltre alle materie sia ottomane che occidentali e all'addestramento militare previsto per i principi, Seyfeddin studiò pittura, arte e soprattutto musica, sotto la guida di Tanbûrî Cemil Bey, Santûrî Edhem Efend e Callisto Guatelli. Divenne un grande compositore, oltre che pittore e poeta.

## Carriera militare
Seyfeddin si arruolò in Marina sotto Mehmed V. Il 7 febbraio 1916 divenne capitano onorario e il 28 luglio 1918 contrammiraglio e poco dopo vice ammiraglio.
Dopo la firma dell'Armistizio di Mudros nel 1918 in Anatolia scoppiarono diversi disordini. Il governo decise di mandare due delegazioni, una in Anatolia e una in Tracia, guidate da principi ottomani.
Seyfeddin venne messo a capo della delegazione tracia, che partì nell'aprile 1919. Con lui c'erano l'ex ministro della Guerra, Ferik Cevad Pasha, il capo di stato maggiore, Ferik Fevzi Pasha, e due luogotenenti. Nella delegazione era incluso anche lo studioso Ziyaeddin Efendi, rappresentante dell'Ufficio di traduzione estera.
Seyfeddin donò 600.000 kuruş alla Marina ottomana per finanziare la sua modernizzazione prima e dopo la prima guerra mondiale. 

## Esilio e morte
La dinastia ottomana venne esiliata nel 1924. Seyfeddin e la sua famiglia si trasferirono a Nizza, in Francia. Vissero vicino a Villa Carabacel, dove vivevano alcuni parenti di Seyfeddin, fra cui il suo fratellastro Abdülmecid II e sua cugina Seniha Sultan. 
Morì il 19 ottobre 1927 e venne sepolto nel Monastero di Solimano, a Damasco, in Siria. 

## Famiglia
Seyfeddin ebbe quattro consorti, tre figli e una figlia. 

### Consorti
- Necmifelek Neşefelek Hanım. Nata il 5 gennaio 1880, si sposarono il 4 dicembre 1899. Da lei ebbe il primogenito. Morì nel 1930 a Nizza.
- Nervaliter Hanım. Nata il 27 marzo 1885 a Poti, in Georgia, si sposarono il 23 febbraio 1902. Da lei ebbe gli altri due figli e la figlia. Dopo l'esilio visse in a Nizza, dove nel 1935.
- Makbule Hanim. Da lei non ebbe figli.
- Muruvverid Hanım. Da lei non ebbe figli.

### Discendenza
- Da Neşefelek Hanım, un figlio:
  - Şehzade Mehmed Abdülaziz (26 settembre 1901 - 19 gennaio 1977). Nato a Istanbul, nel Palazzo Feriye, morto a Nizza. Ebbe una moglie e una figlia.
- Da Nervaliter Hanım, due figli e una figlia:
  - Şehzade Mahmud Şevket (30 luglio 1903 - 31 gennaio 1973). Nato a Istanbul, a villa Suadiye, morto a Bagnols-sur-Cèze, Francia. Ebbe una moglie e una figlia.
  - Şehzade Ahmed Tevhid (2 dicembre 1904 - 24 aprile 1966). Nato a villa Küçük Çamlıca, Üsküdar, Istanbul; morto a Beirut, Libano. Gemello di Fatma Gevheri Sultan. Non si sposò né ebbe figli.
  - Fatma Gevheri Sultan (2 dicembre 1904 - 10 dicembre 1980). Nata a villa Küçük Çamlıca, Üsküdar, Istanbul; morta a Istanbul. Gemella di Şehzade Ahmed Tevhid. Non si sposò né ebbe figli.
- Da Mukbule Hanim, nessuna discendenza
- Da Muruvverid Hanim, nessuna discendenza

## Vita privata
Seyfeddin possedeva appartenenti a Palazzo Feriye e ville a Saudiye e Çamlıca, comprata nel 1894 da Vahit Bey, figlio di Necip Molla. Solitamente risiedeva d'inverno a Palazzo Feriye e d'estate a Saudiye.
Era un abile musicista e compositore, capace di suonare il pianoforte, l'organo, il violino e la batteria. Compose musica classica e religiosa, oggi tutta perduta ad eccezione di un paio di composizioni per organo e pianoforte. Nel 1914 acquistò l'organo dalla Chapelle St. Louis e lo fece portare a Istanbul. 
I suoi tre figli impararono tutti da lui a suonare la batteria, mentre a sua figlia insegnò anche a suonare il violino e a comporre con entrambi gli strumenti, oltre che con strumenti tradizionali ottomani come l'oud (simile alla lira), il tanbur (simile alla chitarra) e il lavta (simile al liuto).
Seyfeddin era anche appassionato di architettura, composizione estetica e illuminazione (si occupò di illuminare le moschee e i minareti durante i Ramadan), arte, poesia, scultura e pittura, tutte arti in cui si cimentò personalmente e con buoni risultati. 

## Onorificenze
Seyfeddin venne insignito delle seguenti onorificenze:

### Ottomane
- Ordine della Casa di Osman, ingioiellato
- Ordine della Gloria, ingioiellato
- Ordine di Osmanieh, 1ª Classe, ingioiellato; 27 luglio 1884
- Ordine dei Medjidie, ingioiellato
- Medaglia di guerra Liakat, oro
- Medaglia Hicaz Demiryolu, oro
- Medaglia di guerra ottomana

### Straniere
- Impero Austro-ungarico: Ordine di Gran Croce di Leopoldo; 6 giugno 1918